# Santa-Reparata-di-Balagna
Santa-Reparata-di-Balagna es una comuna y población de Francia, en la región de Córcega, departamento de Alta Córcega.
Su población en el censo de 1999 era de 838 habitantes.

## Demografía
| 439 | 477 | 539 | 643 | 784 | 838 |
| Para los censos de 1962 a 1999 la población legal corresponde a la población sin duplicidades (Fuente: INSEE [Consultar]) |     |     |     |     |     |

- Datos: Q1240753
- Multimedia: Santa-Reparata-di-Balagna / Q1240753

1. ↑  Worldpostalcodes.org, código postal n.º 20220.
2. ↑  INSEE, Datos de población para el año 2012 de Santa-Reparata-di-Balagna (en francés).